# Epp Mäe
Epp Mäe (Rakvere, 2 de abril de 1992) es una deportista estonia que compite en lucha libre y sumo.
Ganó cuatro medallas en el Campeonato Mundial de Lucha entre los años 2015 y 2022, y tres medallas en el Campeonato Europeo de Lucha entre los años 2017 y bronce en 2022. En los Juegos Europeos de Minsk 2019 obtuvo una medalla de bronce en la categoría de 76 kg.
Participó en dos Juegos Olímpicos de Verano, en los años 2016 y 2020, ocupando el octavo lugar en Tokio 2020, en la categoría de 76 kg.
Además, en sumo consiguió una medalla de oro en los Juegos Mundiales de 2009, en la categoría de peso medio.

## Palmarés internacional
| Campeonato Mundial | Campeonato Mundial         | Campeonato Mundial | Campeonato Mundial |
| Año                | Lugar                      | Medalla            | Categoría          |
| ------------------ | -------------------------- | ------------------ | ------------------ |
| 2015               | Las Vegas (Estados Unidos) | Medalla de bronce  | 75 kg              |
| 2019               | Nursultán (Kazajistán)     | Medalla de bronce  | 76 kg              |
| 2021               | Oslo (Noruega)             | Medalla de plata   | 76 kg              |
| 2022               | Belgrado (Serbia)          | Medalla de bronce  | 76 kg              |
| Juegos Europeos    |                            |                    |                    |
| Año                | Lugar                      | Medalla            | Categoría          |
| 2019               | Minsk (Bielorrusia)        | Medalla de bronce  | 76 kg              |
| Campeonato Europeo |                            |                    |                    |
| Año                | Lugar                      | Medalla            | Categoría          |
| 2017               | Novi Sad (Serbia)          | Medalla de bronce  | 75 kg              |
| 2021               | Varsovia (Polonia)         | Medalla de oro     | 76 kg              |
| 2022               | Budapest (Hungría)         | Medalla de plata   | 76 kg              |